# FC Preußen Suhl
Der FC Preußen Suhl (voller Name Fußballclub Preußen Suhl) war ein Fußballverein aus der Stadt Suhl in Thüringen, dessen erfolgreichste Zeit vor dem Ersten Weltkrieg lag.

## Geschichte
Der FC Preußen Suhl wurde 1907 in der Stadt Suhl gegründet, die damals zur preußischen Provinz Sachsen gehörte. Der Verein schloss sich zunächst dem Verband Thüringer Ballspiel-Vereine von 1905 an, der 1910 dem Verband Mitteldeutscher Ballspiel-Vereine (VMBV) beitrat. Innerhalb des VMBV gehörte der FC Preußen Suhl zum Gau Westthüringen.
In der Spielzeit 1910/11 belegte Preußen Suhl in der Gruppe Nord der Gauliga Westthüringen den fünften Platz. In der darauffolgenden Spielzeit 1911/12 wurde der Verein Meister der nunmehr eingleisigen Gauliga und durfte dadurch an der Endrunde der mitteldeutschen Meisterschaft teilnehmen. Im Viertelfinale der Endrunde unterlag Preußen Suhl dem 1. FC Sonneberg auf neutralem Platz in Hildburghausen mit 1:2.
In der Spielzeit 1912/13 belegte der Verein den dritten Rang in der Gauliga. Während der folgenden Spielzeit 1913/14 zog der Verein seine Mannschaft während der Spielzeit zurück. An der Spielzeit 1914/15 nahm der Verein wieder teil, der Spielbetrieb wurde aber nach dem Ausbruch des Ersten Weltkriegs abgebrochen. Über die weitere Geschichte des Vereins ist nichts bekannt; Indizien für sein Fortbestehen nach dem Ersten Weltkrieg liegen nicht vor.